# Lourdes Massieu Trigo
Lourdes Massieu Trigo es una bióloga mexicana, reconocida por su investigación sobre los mecanismos que conducen a la muerte neuronal relacionados con el fallo de suministro de glucosa.

## Biografía

### Formación académica
En 1981 Massieu ingresó en la Universidad Nacional Autónoma de México para cursar la carrera de Biología, graduándose en 1985. En la misma institución realizó su Maestría y Doctorado en Neurociencias. Realizó su doctorado en Suiza, en la División de Investigaciones Farmacéuticas en Basilea.

### Carrera
Massieu se vinculó profesionalmente la Universidad Nacional en 1994, desempeñándose como investigadora en el Instituto de Fisiología Celular de la institución. Allí empezó a desarrollar líneas de investigación relacionadas con los mecanismos de muerte neuronal asociados a la isquemia e hipoglucemia, los mecanismos de protección de sustratos energéticos sobre la muerte neuronal y el estrés celular como causa de la mencionada muerte neuronal. En su laboratorio realiza pruebas de hipoglucemia inducida por insulina en ratas y de privación de glucosa in vitro en neuronas cultivadas de corteza de hipocampo para determinar que la ausencia de glucosa activa el estrés del retículo endoplasmático, acelerando la muerte neuronal. Sus investigaciones también revelaron que ante la falta de alimento, las neuronas experimentan estrés energético que puede matarlas si esta exposición es prolongada. En referencia a este tema, Massieu afirma:

"El cerebro es dependiente del suministro de glucosa, y cuando se interrumpe por la presencia de un coágulo, o si disminuye la concentración sanguínea de glucosa por la administración de insulina, ocurre muerte neuronal selectiva".